# فرودگاه نووسیبیرسک سورنی
فرودگاه نووسیبیرسک سورنی (به روسی: Аэропорт "Северный") فرودگاهی عمومی واقع در نووسیبیرسک در کشور روسیه است که توسط JSC "Novosibirsk Air Enterprise" اداره می‌شود.